# Ponolawen
Ponolawen is een bestuurslaag in het regentschap Pekalongan van de provincie Midden-Java, Indonesië. Ponolawen telt 2630 inwoners (volkstelling 2010).